# Trebbin
Trebbin é um município da Alemanha, situado no distrito de Teltow-Fläming, no estado de Brandemburgo. Tem 125,66 km² de área, e sua população em 2019 foi estimada em 9.639 habitantes.